# 小笠原広勝
小笠原 広勝（おがさわら ひろかつ）は、安土桃山時代の武将。徳川家康の家臣。

## 略歴
信濃守護家小笠原氏の傍流で三河国幡豆郡を本領とする小笠原安次の三男。
天正10年（1582年）天正壬午の乱で父とともに後北条氏への押さえとして遠征し、伊豆三島で北条勢と戦うが、父は戦死し自らも手傷を負った。その後は家督を襲い駿河三枚橋城の在番して後北条氏と対峙し、後年その労を賞されて駿河富士郡内に1,000石を賜った。天正18年（1590年）徳川氏が関東に移封されると、広勝もまた上総国周淮郡飯野に所領を移した。文禄元年（1593年）家康の名護屋城出張に供奉。慶長5年（1600年）関ヶ原の戦いでは西軍九鬼嘉隆の備えとして、同族の小笠原信元・広朝や千賀重親らとともに尾張国知多郡師崎に布陣し、嘉隆の軍船を奪うなど活躍した。慶長6年（1601年）摂津木津口に在番したが、程なく大坂において死去した。子は庶子の広次しかいなかったため、兄で広勝領に隠居していた安勝の子の広信・広正兄弟が養子となり、江戸幕府旗本となった。